# Alchemilla ellenbergiana
Alchemilla ellenbergiana är en rosväxtart som beskrevs av Werner Hugo Paul Rothmaler. Alchemilla ellenbergiana ingår i släktet daggkåpor, och familjen rosväxter. Inga underarter finns listade i Catalogue of Life.